# Nacaduba tasmanica
Nacaduba tasmanica är en fjärilsart som beskrevs av Misk. Nacaduba tasmanica ingår i släktet Nacaduba och familjen juvelvingar. Inga underarter finns listade i Catalogue of Life.